# Acidentes de energia

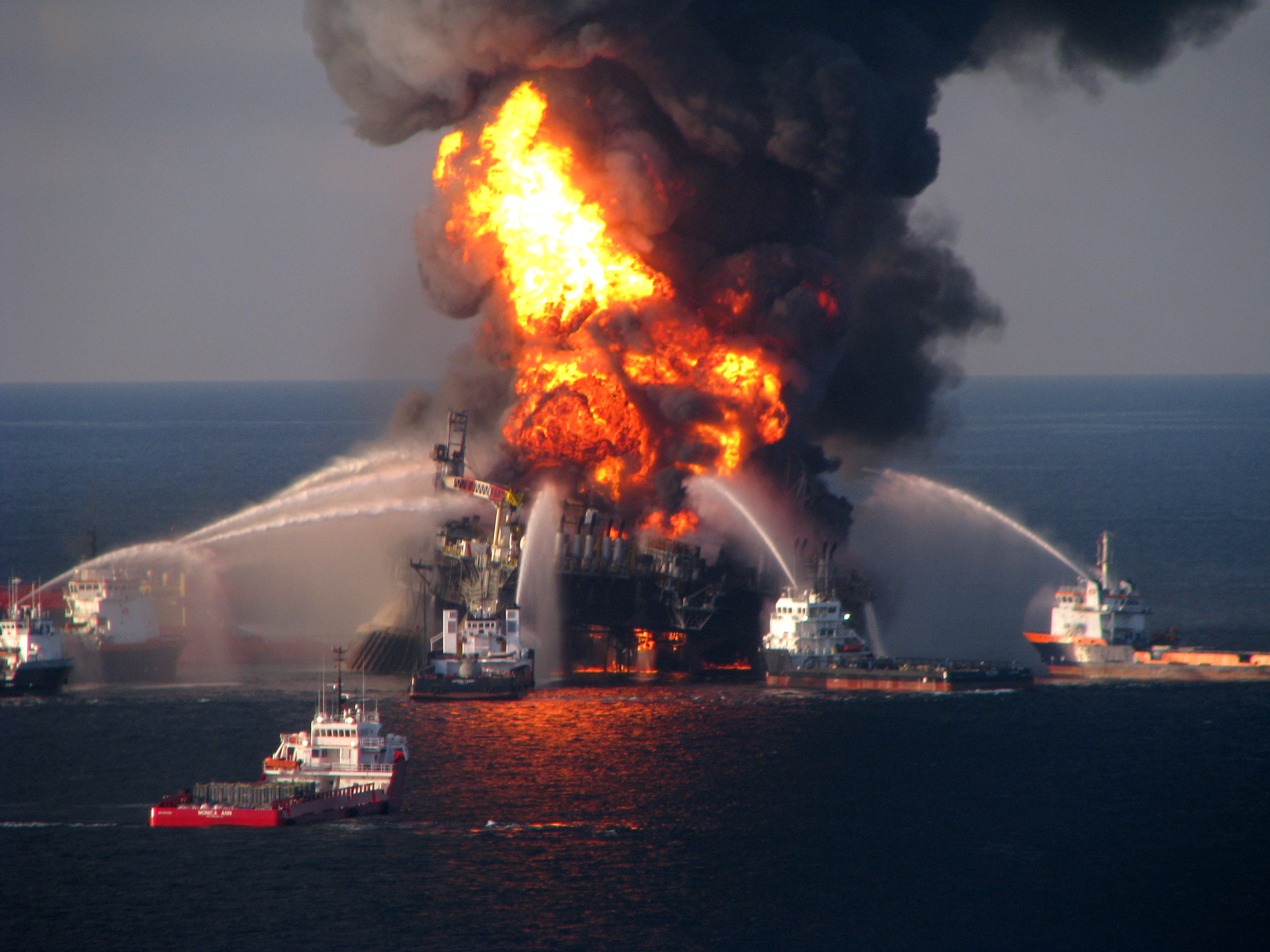
Derramamento de óleo da Deepwater Horizon descarrega 4,9 milhões de barris. (2010)

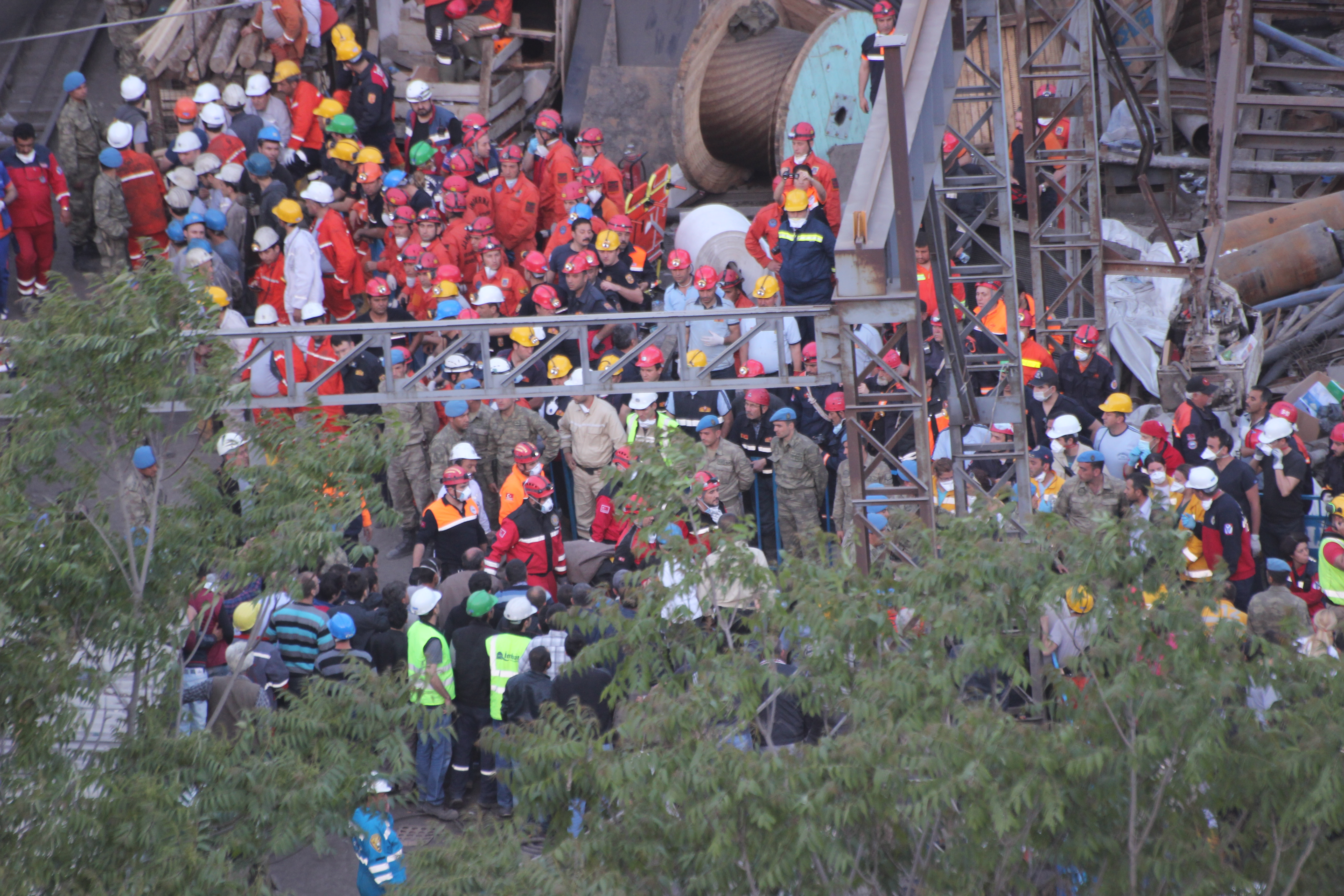
Esforço de resgate após o desastre da mina Soma em 2014 em Manisa, Turquia, onde mais de 300 mineiros perderam a vida.

Os recursos energéticos trazem consigo grandes promessas sociais e econômicas, proporcionando crescimento financeiro para as comunidades e serviços de energia para as economias locais. No entanto, a infraestrutura que fornece serviços de energia pode quebrar em um acidente de energia, às vezes causando danos consideráveis. As fatalidades de energia podem ocorrer e, com muitos sistemas, as mortes acontecerão com frequência, mesmo quando os sistemas estiverem funcionando conforme o esperado.
Historicamente, a mineração de carvão tem sido a atividade energética mais perigosa e a lista de desastres históricos de mineração de carvão é longa. Os perigos da mineração subterrânea incluem asfixia, envenenamento por gás, colapso do telhado e explosões de gás. Os riscos de mineração a céu aberto são principalmente falhas nas paredes da mina e colisões de veículos. Só nos EUA, mais de 100.000 mineiros de carvão morreram em acidentes ao longo do século passado, com mais de 3.200 morrendo apenas em 1907.
De acordo com Benjamin K. Sovacool, 279 grandes acidentes de energia ocorreram de 1907 a 2007 e causaram 182.156 mortes com $ 41 bilhões em danos materiais, com esses números não incluindo mortes por acidentes menores.
De acordo com a Organização Mundial da Saúde em 2012, estima-se que a poluição do ar urbano ao ar livre, pela queima de combustíveis fósseis e biomassa, cause 3 milhões de mortes em todo o mundo por ano e a poluição do ar interno pela queima de biomassa e combustível fóssil cause aproximadamente 4,3 milhões de mortes prematuras. mortes. Em 2013, uma equipe de pesquisadores estimou o número de mortes prematuras causadas por material particulado na poluição do ar externo em 2,1 milhões, ocorrendo anualmente.

## Fatalidades

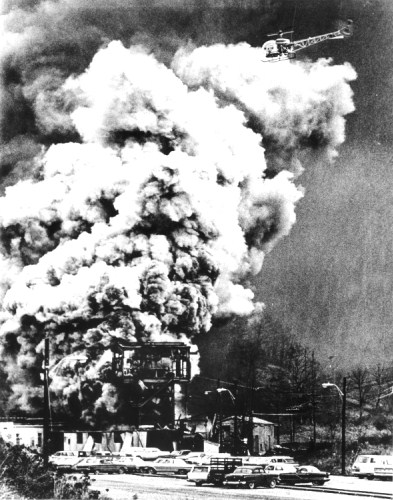
O desastre da mina de carvão de Farmington mata 78. Virgínia Ocidental, EUA, 1968

De acordo com Benjamin K. Sovacool, embora responsáveis por menos de 1 por cento do número total de acidentes de energia, as hidrelétricas foram responsáveis por 94 por cento das mortes imediatas relatadas. Os resultados de fatalidades imediatas são dominados por um desastre no qual o tufão Nina em 1975 arrasou a barragem de Shimantan (província de Henan, China) e 171.000 pessoas morreram. Enquanto o outro grande acidente que envolveu mais de 1.000 mortes imediatas ocorreu após a ruptura do oleoduto NNPC em 1998 e a explosão resultante. O outro acidente singular descrito por Sovacool é o número de mortes latentes previsto de mais de 1000, como resultado da explosão de vapor de 1986 no reator nuclear de Chernobyl, na Ucrânia. Com aproximadamente 4.000 mortes no total, para eventualmente resultar nas próximas décadas devido à poluição de radioisótopos liberada.
Na indústria de petróleo e gás, a necessidade de uma melhor cultura de segurança e treinamento dentro das empresas é evidenciada pela constatação de que trabalhadores novos em uma empresa são mais propensos a se envolver em fatalidades.
Acidentes de mineração de carvão resultaram em 5.938 mortes imediatas em 2005 e 4.746 mortes imediatas em 2006 somente na China, de acordo com o World Wildlife Fund. A mineração de carvão é a ocupação mais perigosa na China, a taxa de mortalidade para cada 100 toneladas de carvão extraído é 100 vezes maior que a taxa de mortalidade nos EUA e 30 vezes maior que a alcançada na África do Sul. Além disso, 600.000 mineiros de carvão chineses, em 2004, sofriam de pneumoconiose de Coalworker (conhecida como "pulmão negro"), uma doença dos pulmões causada pela inalação contínua de pó de carvão. E o número aumenta em 70.000 mineiros todos os anos na China.
Historicamente, a mineração de carvão tem sido uma atividade muito perigosa e a lista de desastres históricos de mineração de carvão é longa. Só nos Estados Unidos, mais de 100.000 mineiros de carvão morreram em acidentes ao longo do século passado, com mais de 3.200 morrendo somente em 1907. Nas décadas seguintes a esse pico, um número anual de mortes de 1.500 mineiros ocorreu todos os anos nos EUA até aproximadamente a década de 1970. As fatalidades de mineração de carvão nos EUA entre 1990 e 2012 continuaram a diminuir, com menos de 100 a cada ano.
Nos Estados Unidos, na década de 2000, após três décadas de regulamentação sobre o impacto ambiental da indústria do carvão, incluindo regulamentações nas décadas de 1970 e 1990 do Clean Air Act, um ato criado para reduzir as mortes relacionadas à poluição pelo uso de combustíveis fósseis, estimou-se que as usinas a carvão dos EUA, na década de 2000, continuariam a causar entre 10.000 e 30.000 mortes latentes ou relacionadas à poluição do ar por ano, devido às emissões de dióxido de enxofre, óxidos de nitrogênio e material particulado emitido diretamente que resultam quando o carvão está queimado.

## Custos econômicos
De acordo com Benjamin Sovacool, as usinas nucleares ocupam o primeiro lugar em termos de custo econômico, respondendo por 41% de todos os danos materiais. Petróleo e hidrelétrica seguem em cerca de 25 por cento cada, seguidos por gás natural em 9 por cento e carvão em 2 por cento. Excluindo Chernobyl e a barragem de Shimantan, os outros três acidentes mais caros envolveram o derramamento de petróleo do Exxon Valdez (Alasca), o derramamento de óleo Prestige (Espanha) e o acidente nuclear de Three Mile Island (Pensilvânia). No entanto, a análise apresentada no International Journal, Human and Ecological Risk Assessment descobriu que acidentes com carvão, petróleo, gás liquefeito de petróleo e hidrelétricas custaram mais do que acidentes com energia nuclear.
As agências reguladoras norte-americanas modernas freqüentemente implementam regulamentações sobre poluição convencional se uma vida ou mais for economizada por US$ 6 milhões a US$ 8 milhões de custos econômicos incorridos.